# Villablanca (Almería)
Villablanca o Villa Blanca es un barrio perteneciente al municipio de Almería. Está situado en la parte noroeste de la ciudad.

## Historia
Originariamente era una zona de huertos y cortijos. Las primeras construcciones se realizan en la parte sur del barrio, con la venta de los terrenos del antiguo Cortijo de la Salle.  Comienza a urbanizarse en los años 80. Las primeras viviendas eran dúplex con un jardín en la entrada, ya que el barrio fue concebido como eminentemente residencial. Décadas más tarde, sobre todo a partir de la construcción del CC Mediterráneo, el desarrollo se centra en la construcción de grandes bloques de edificios, que a su vez con el aumento de la población y locales comerciales, ha alcanzado un cierto tejido comercial y de hostelería. Con el crecimiento del barrio, entre 2012 y 2015, se produce la urbanización, creación de viales y rotondas para mejorar su movilidad y conectarlo con otros puntos, vías y accesos de la ciudad, como la creación de calles para su conexión con la Avenida del Mediterráneo, Torrecárdenas o con la Autovía A-7.

## Equipamientos de uso público
- CEIP Europa.
- CEIP Ginés Morata.
- Centro de Salud Mediterráneo-Torrecárdenas.
- Pistas Polideportivas de Villablanca.

## Lugares de interés
- Casa del Cine.
- Balsa y acequia de Villablanca.
- Sifón de Villablanca.
- Fachada del Cortijo de los Méndez.
- Depósito de La Pipa.
- Antigua portada del IES Alhamilla. Columnas del pórtico de entrada de un antiguo instituto inspiradas en un diseño arquitectónico de corte fasicsta.
- Parque de Villablanca. Con una superficie de más de 11.000 m² dispone de zonas verdes, juegos infantiles y máquinas biosaludables.[5]

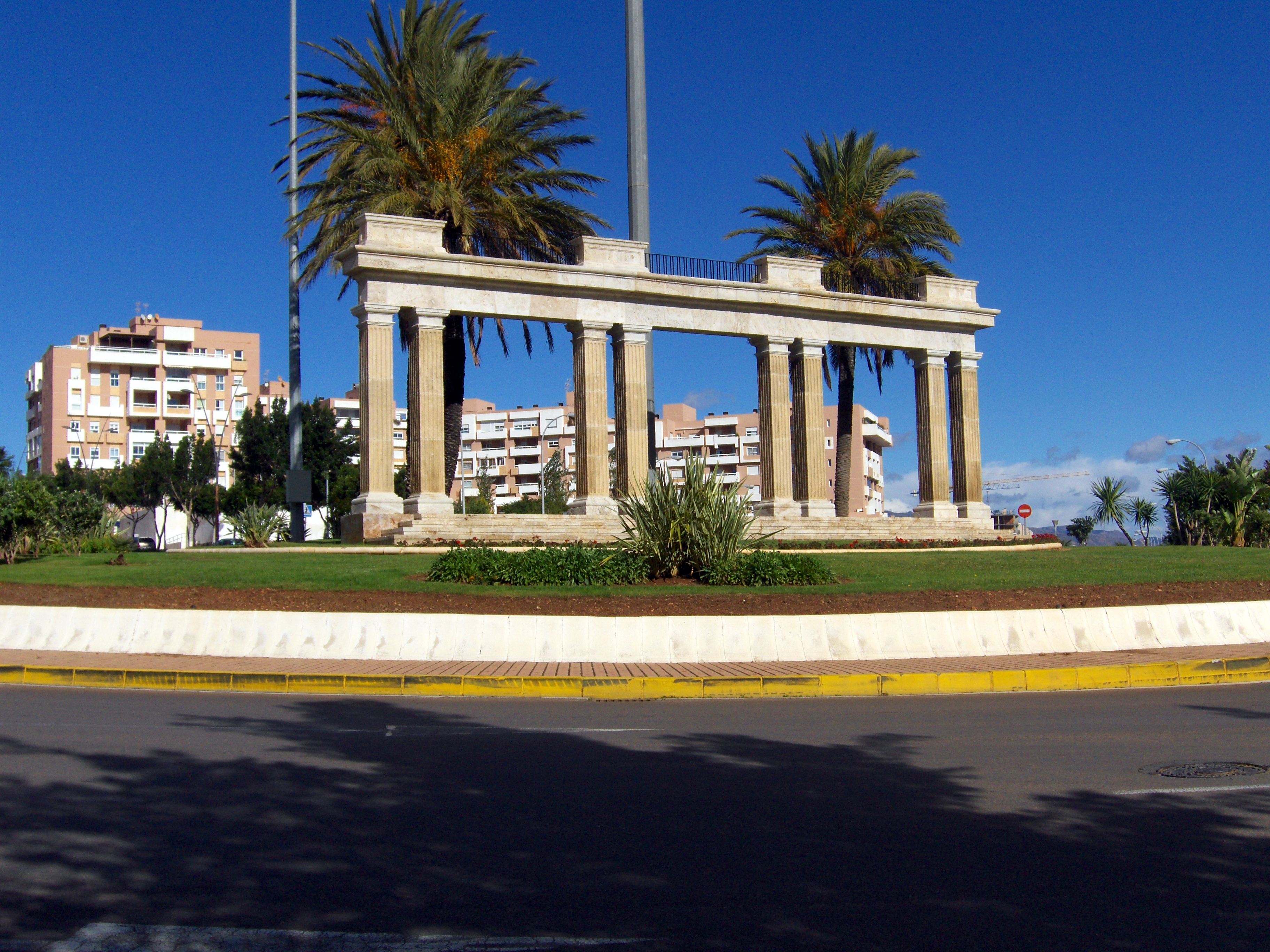
Portada del Antiguo IES Alhamilla

- Centro Comercial Mediterráneo.

## Transporte
|                                                                                      | Surbus Ir a la base de datos        | Surbus Ir a la base de datos | Surbus Ir a la base de datos | Surbus Ir a la base de datos | Surbus Ir a la base de datos |
| Línea                                                                                | Trayecto                            | Horario 1 Laborables         | Horario 2 Sábados            | Horario 3 Festivos           | Frecuencia 1/2/3             |
| ------------------------------------------------------------------------------------ | ----------------------------------- | ---------------------------- | ---------------------------- | ---------------------------- | ---------------------------- |
|                                                                                      | Centro-Torrecárdenas                | 6:35 a 22:40                 | 6:35 a 22:45                 | 6:35 a 22:45                 | 15´/25´/ 30´                 |
|                                                                                      | Torrecárdenas-Nueva Almería         | 6:55 a 22:52                 | 6:55 a 22:52                 | 6:55 a 22:52                 | 60´/60´/ 60´                 |
|                                                                                      | Torrecárdenas-La Goleta-Universidad | 7:30 a 16:04                 | (sin servicio)               | (sin servicio)               | 1h 10 min                    |
|                                                                                      | Rambla-Villablanca-CC Torrecárdenas | 6:50 a 22:40                 | 6:50 a 22:40                 | 7:05 a 22:20                 | 15´/15´/ 25´                 |
|                                                                                      | Los Molinos-CC Torrecárdenas        | 7:00 a 22:25                 | 7:00 a 22:25                 | (sin servicio)               | 60´/60´/ SS                  |
| - La frecuencia y el horario se refire a: Laborables / Sábados / Domingos y festivos |                                     |                              |                              |                              |                              |